# 최진규
최진규(崔珍奎)는 대한민국의 군인이었다. 1987년 육군 학사사관 9기 보병장교로 임관해, 2015년 장군에 진급했다.

## 학력
- 순천고등학교
- 전남대학교 지리학과
- 국방대학교 국방관리학과

## 경력
- 1987년 : 육군 소위 임관(학사 9기, 보병)
- 2010년 ~ 2012년 : 제53사단 126연대 4대대장
- 2012년 ~ 2013년 : 제23사단 57보병연대장
- 2013년 ~ 2014년 : 제3보병사단 참모장
- 2014년 ~ 2015년 : 제1야전군사령부 작전처 교육훈련과장
- 2015년 : 육군 준장 진급
- 2015년 ~ 2016년 : 제5군단 참모장
- 2016년 ~ 2017년 : 제102기갑여단장
- 2017년 : 육군 소장 진급
- 2017년 ~ 2018년 : 제26기계화보병사단장
- 2018년 ~ 2019년 : 제8기계화보병사단장
- 2019년 : 육군 중장 진급
- 2019년 ~ 2020년 : 수도군단장
- 2020년 ~ 2021년 : 지상작전사령부 참모장
- 2021년 ~ 2022년 : 지상작전사령부 부사령관

## 같이 보기
- 육군 학사사관